# جايام رافي
رافي موهان (ولد في 10 سبتمبر 1980)، المعروف باسمه جايام رافي، ممثل أفلام هندية يعمل في صناعة السينما التاميلية وهو أخ المخرج المخضرم موهان رجاء. ظهر رافي كممثل لأول مرة في فيلم الدراما الرومانسي جايام (2003)، من إخراج أخيه الكبير موهان رجاء ومن إنتاج والده.

## وصلات خارجية
- جايام رافي على موقع IMDb (الإنجليزية)
- جايام رافي على موقع ألو سيني (الفرنسية)
- جايام رافي على موقع ميوزك برينز (الإنجليزية)
- جايام رافي على موقع أول موفي (الإنجليزية)
- جايام رافي على موقع قاعدة بيانات الفيلم (الإنجليزية)
- جايام رافي على موقع كينوبويسك (الروسية)